# Alexeï Krylov
Pour les articles homonymes, voir Krylov.
Alexeï Nikolaïevitch Krylov (en russe : Алексей Николаевич Крылов) (né le 15 août 1863 dans le gouvernement de Simbirsk en Russie - mort le 26 octobre 1945 à Léningrad) est un ingénieur naval et mémorialiste russe. Il est mondialement célèbre pour ses travaux de mathématiques appliquées, entre autres la méthode des espaces de Krylov.

## Biographie

### Ses études
Alexeï Nikolaïevitch Krylov était le fils d'un officier d’artillerie aux moyens modestes, mais le statut d’ancien combattant de son père lui permit de bénéficier d'une bourse du gouvernement impérial.
Krylov fut admis dans une école des cadets de la Marine russe (Морское училище) en 1878 et en sortit diplômé avec félicitations en 1884. Là, il réalisa ses premières recherches scientifiques avec Jean de Colongue sur la déviation magnétique des compas magnétiques. D'ailleurs la théorie du magnétisme et des compas gyroscopiques devait le fasciner toute sa vie ; il publia par la suite d'importants articles sur la dynamique des boussoles magnétiques et proposa le dromoscope, un appareil permettant d'intégrer automatiquement la correction de la déviation magnétique des compas à partir des coefficients de la formule d'Archibald Smith. Il fut également un pionnier de l'emploi du compas gyroscopique, dont il donna la première théorie complète.
Après un début de carrière au Service Central d’Hydrographie puis dans les arsenaux de la Compagnie navale franco-russe, il reprit ses études en 1888 à l’Académie navale de Saint-Pétersbourg. Étudiant talentueux, il passa sa licence avec un an d'avance et dès 1890 fut recruté par l’Académie comme maître de conférences de mathématiques et de  génie maritime.

### Expert auprès de la Marine impériale
Il accéda à la notoriété avec la parution de sa  Théorie des oscillations du navire dans les années 1890, ouvrage qui dépassait largement la théorie du roulis de William Froude, et fut traduit dans de nombreuses langues. Il s'agit là de la première étude complète du phénomène. En 1898, Krylov fut le premier chercheur non britannique à recevoir la médaille d'or de la Royal Institution of Naval Architects. Dans ce livre, il développe également pour la première fois une théorie de l’amortissement du roulis et du tangage, et propose de le favoriser par un stabilisateur gyroscopique, technique aujourd'hui la plus employée pour équilibrer les vaisseaux.
Krylov épousa une de ses cousines, Elisaveta Dmitrievna Dranitsyna. Sa fille Anna épousera un physicien célèbre, Pyotr Kapitsa. Alexeï Krylov était d'ailleurs très proche de son gendre.
À partir de 1900, Krylov se mit à travailler en collaboration avec l’amiral Stepan Makarov, ingénieur général de la Marine, sur le renfort des coques de navire. Les résultats de leurs travaux sont devenus classiques. Des années plus tard, Krylov écrira à propos de l’idée de départ de Makarov, qui consistait à combattre l'échouage d'un navire en sabordant certaines parties intactes de la cale : « Cela paraissait tellement absurde [aux autorités de la Marine] qu’il fallut bien 35 ans… pour [les] convaincre que les idées de Makarov, âgé de 22 ans, étaient de grande valeur. »
Krylov était connu pour ses mots d’esprit et son franc-parler, et ses déclarations fracassantes au gouvernement et aux députés de la Douma étaient proverbiales. En tant qu’expert naval, il n’hésita pas à affirmer que ses rapports avaient épargné au pays plus que le prix d’un cuirassé « Dreadnought ».

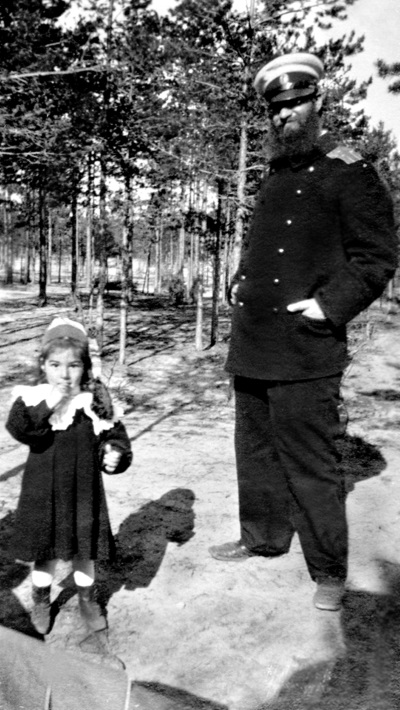
Alexeï Krylov et sa fille Anna, qui épousera le physicien Pyotr Kapitsa (1904).

### Académicien soviétique
En 1916 il fut élu à l’Académie des sciences de Russie et l’année suivante devint Directeur général de la Société russe de Construction Navale et de Commerce (Русское общество параходостроительства и торговли). Après la Révolution d'Octobre, il accepta de remettre tous ses navires au gouvernement soviétique et put ainsi continuer à travailler pour la Marine russe. En 1921, il partit pour Londres en tant que représentant du gouvernement soviétique, avec pour mission de renouer des contacts scientifiques dans un contexte diplomatique des plus difficiles. Il ne devait rentrer en URSS qu’en 1927.
Il se vit décerner la Médaille d'Or de l’URSS (1941), fut cité trois fois à l’Ordre de Lénine, reçut la distinction suprême de Héros du travail socialiste (1943). Krylov mourut peu après la fin de la Seconde Guerre mondiale (le 26 octobre 1945), à Léningrad. Il fut inhumé au cimetière Volkovo, non loin des tombes du physiologiste Ivan Pavlov et du chimiste Dmitri Mendeleïev. Un cratère de la Lune, Krylov porte son nom.
Dans un article autobiographique, Krylov décrivit son domaine de recherche ainsi :la construction navale, c’est-à-dire l’application des mathématiques à divers problème de navigation.

## Œuvres
Krylov écrivit plus de 300 articles et livres, qui recouvrent un large éventail de sujets, depuis la construction navale jusqu'à l’astronomie et la géodésie, en passant par le magnétisme, l’artillerie et les mathématiques. Ses tables de flottabilité sont utilisées dans le monde entier. Parmi ses recherches les plus remarquables, citons notamment celles d’hydrodynamique navale, qui incluent une théorie de la manœuvre en profondeur finie (il fut le premier à expliquer et à donner une analyse quantitative de la résistance à l’avancement des navires en profondeur limitée, phénomène dit de « pistonnement ») et sa théorie des solitons. En 1904, il construisit le premier calculateur analogique russe pour l’intégration des équations différentielles.

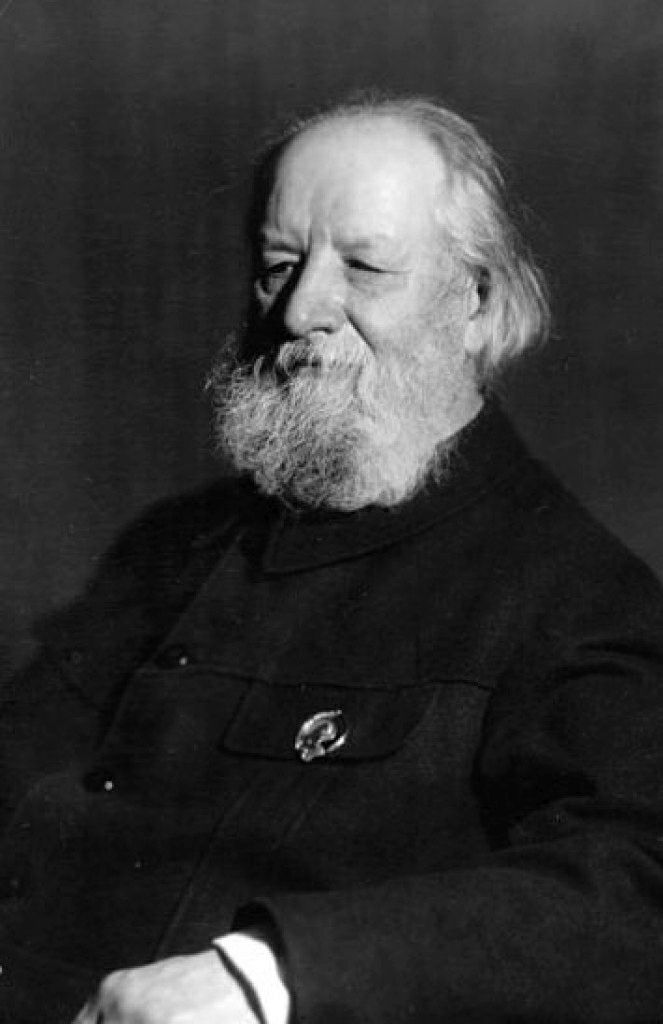
Krylov dans les années 1930.

En 1931, il publia un article sur ce que l’on appelle aujourd'hui les sous-espaces de Krylov, article consacré aux problèmes de valeurs propres, plus précisément au calcul des coefficients du polynôme caractéristique d’une matrice donnée de grande taille. Krylov y témoigne d’un intérêt précurseur pour la complexité algorithmique, en dénombrant les multiplications en fonction de la taille du problème ; souci peu ordinaire pour une publication datée de 1931. L'auteur compare d'abord les différentes méthodes existantes, et étudie spécialement le coût au pire des cas pour la Méthode de Jacobi. Par la suite, il présente sa propre méthode, qui consiste à former les images successives (itérées) d'un vecteur et à déterminer les caractéristiques du sous-espace vectoriel engendré par ces itérées.
Krylov est aussi le premier à avoir traduit les Philosophiæ Naturalis Principia Mathematica d’Isaac Newton en russe (1915).

## Source
- (en) Cet article est partiellement ou en totalité issu de l’article de Wikipédia en anglais intitulé « Alexei Krylov » (voir la liste des auteurs).